# Agnèzids
Els agnèzids (Agneziidae) són una família de tunicats de l'ordre Enterogona.

## Taxonomia
La família Agneziidae inclou quatre gèneres i 32 espècies:
- Gènere Adagnesia Kott, 1963
- Gènere Agnezia Monniot C. & Monniot F., 1991
- Gènere Caenagnesia Ärnbäck-Christie-Linde, 1938
- Gènere Proagnesia Millar, 1955
- Gènere Pterygascidia Sluiter, 1904